# 2C-E
Le 2C-E (ou 2,5-Dimethoxy-4-ethylphenethylamine) est une drogue hallucinogène psychédélique dont la structure chimique est très proche de celle de la mescaline,. Cette molécule est parfois utilisé comme enthéogène, et est souvent considérée comme un « Nouveau Produit de Synthèse ».

## Histoire
Le 2C-E aurait été synthétisé pour la première fois par Alexander Shulgin. 
Le produit serait apparu sur le marché au milieu des années 1980 aux États-Unis pour remplacer la MDMA après qu'elle y ait été interdite, puis diffusé sous plusieurs dénominations (ex : « Aquarust », « Eternity », « Europe » et « Hummingbird » selon Sutherland et al. en 2016).

## Chimie
Selon Tracy et al. en 2017 les composés de type 2C (2C-s) sont des phényléthylamines substituées sur le cycle dérivées de la modification de la structure de la mescaline avec deux groupes méthoxy sur le cycle benzénique (2e et 5e positions). Sa structure chimique est également proche de celle de la MDMA.

## Actions et effets psychophysiologique
Les effets durent environ de 6 à 12 heures, avec un plateau durant entre 3 et 7 heures. Le début des effets se ressent entre 20 et 90 minutes après l'ingestion et la perception peut être modifiée pendant près de 24 heures. Shulgin a catégorisé le 2C-E dans « la demi-douzaine de substances magiques » dans son livre PiHKAL. Selon Vollenweider en 2001 et Aarde et Taffe en 2017, certains effets évoqueraient ceux du LSD (notamment par un côté introspectif) ou d'autres substances contrôlées et d'usage illégal. Certaines personnes éprouvent une euphorie, d'autres rapportent aussi des nausées et tensions musculaires.
Le 2,5-Dimethoxy-4-ethylphenethylamine inhibe dans le cerveau l'absorption de la noradrénaline et de la sérotonine et se comporte comme un agoniste partiel des récepteurs de la sérotonine 2A (5-HT2A), 2B (5-HT2B) et (5-HT2C), induisant selon les consommateurs « des effets psychédéliques légers à modérés », mais en 2020 ses effets pharmacologiques, physiologiques et subjectif, ainsi que sa pharmacocinétique n'avaient pas encore été étudiés. 
Une première petite étude observationnelle a été faite par des chercheurs espagnols et néerlandais sur 10 utilisateurs récréatifs de psychédéliques qui se sont auto-administrés une dose orale unique de 2C-E (6,5 ; 8 ; 10 ; 15 ou 25 mg). Leur rythme cardiaque et pression artérielle ont été mesurés 2, 4 et 6 h après l'administration. Et trois types d'échelles d'évaluation ont été proposées pour mieux documenter les effets subjectifs de la molécule au départ, 2, 4 et 6 h après l'auto-administration : 
1. de échelles visuelles analogiques (EVA) ;
2. une version résumée en 49 items de l'Inventaire du centre de recherche sur les toxicomanies (ARCI) ;
3. une évaluation des effets subjectifs des substances présentant un potentiel d'abus ( VESSPA-SSE).

Selon cette étude, le 2C-E a comme effets principaux d'altérer certaines perceptions, de provoquer des hallucinations et une euphorie. Le 2C-E a aussi été dosé dans la salive (prélèvement durant 6 h) ; le pic salivaire se produisait environ 2 h après l'auto-administration. Aux doses récréatives les effets psychédéliques du 2C-B sont ceux d'autres médicaments agissant sur la sérotonine.

## Consommation
Dans son livre PiHKAL, Shulgin situe le dosage entre 10  et   25 mg. Le 2C-E est généralement pris oralement, mais il peut être prisé. La consommation par voie nasale est intensément douloureuse, mais permettrait de diminuer la dose effective à moins de 5 mg. Selon Alexander Shulgin le 2C-E requiert des dosages prudents, la courbe de dose/réponse étant exponentielle ou logarithmique (comme pour la majorité des drogues). Une différence de 2 mg pourrait considérablement renforcer les effets ou la dangerosité du produit.

## Toxicité, écotoxicité
En 2020, la toxicité de la famille des phényléthylamines 2C n'est pas mesurée, pas plus que l'écotoxicité des résidus excrétés, car aucune étude n'a été entreprise à ce sujet. 
Mais si le 2C-E suit le même modèle que le 2C-T-7, les risques d'un surdosage sérieux et potentiellement mortel sont sensiblement augmentés s'il est inhalé.

## Législations
Depuis 2012, le 2C-E est inscrit à l'article 1 (Schedule 1) du Controlled Substances Act des États-Unis, ce qui rend illégales sa fabrication, sa distribution et sa possession dans ce pays
En 2006, le 2C-E n'était pas encore un produit listé par les conventions internationales relatives aux stupéfiants et aux psychotropes de l'ONU.
En Suède, c'est une substance contrôlée depuis le 1er octobre 2004.